# مرسدس (آرژانتین)
مرسدس (به اسپانیایی: Mercedes) شهری در کشور آرژانتین، استان کورینتس است که در سال ۲۰۰۹ میلادی، حدود ۳۰۹۶۱ نفر جمعیت داشته است.